# Famille Lippens
 (janvier 2021).
Si vous disposez d'ouvrages ou d'articles de référence ou si vous connaissez des sites web de qualité traitant du thème abordé ici, merci de compléter l'article en donnant les références utiles à sa vérifiabilité et en les liant à la section « Notes et références ».
Pour les articles homonymes, voir Lippens.

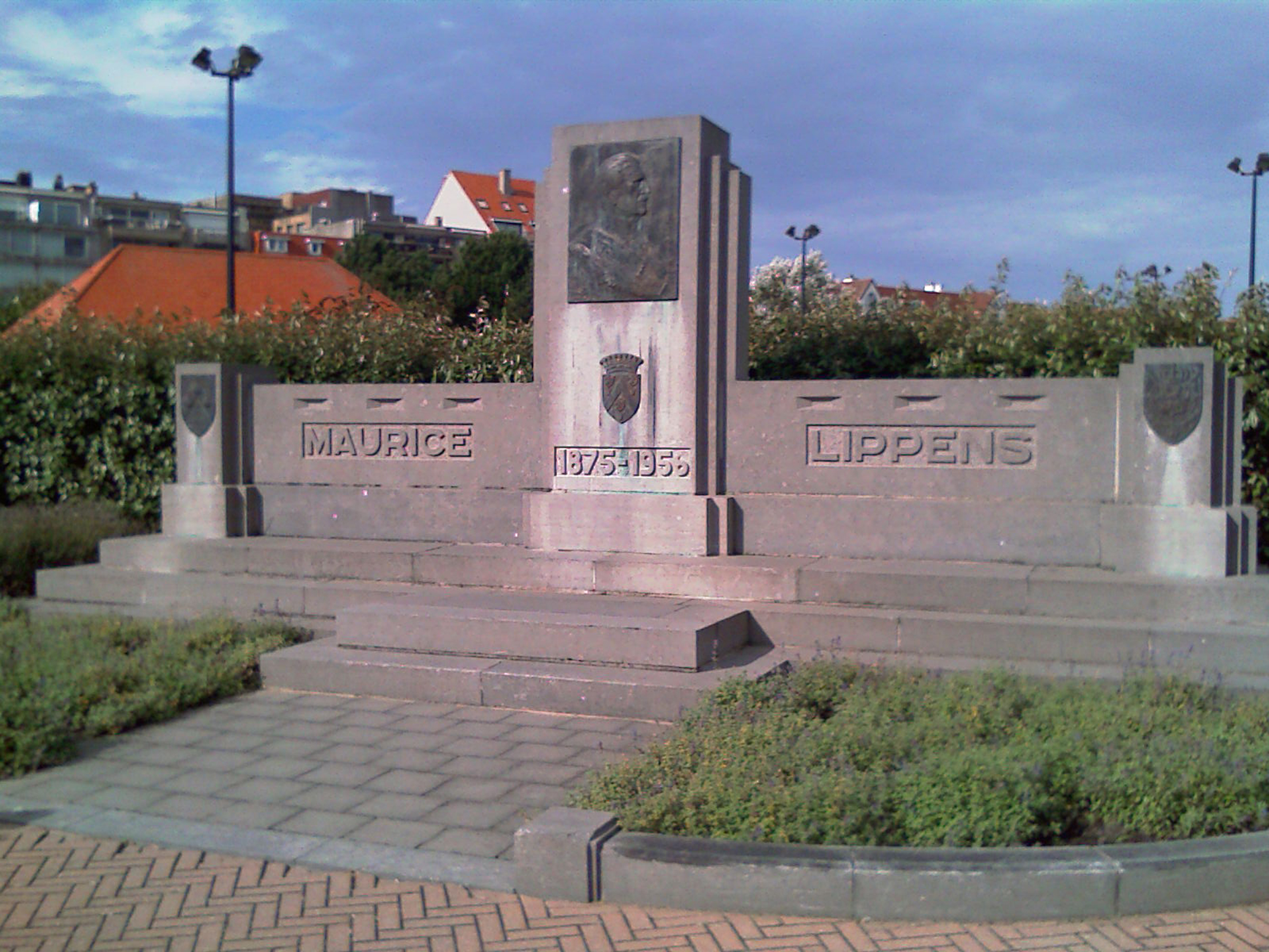
Monument en hommage au comte Maurice Lippens situé à Knokke-Le-Zoute

La famille Lippens est une famille de la noblesse belge originaire de Moerbeke-Waes, active depuis plusieurs générations dans la vie politique et économique du pays. Au cours du XIXe et du XXe siècle, plusieurs de ses membres ont été ministres, gouverneurs et bourgmestres.
La famille Lippens a été anoblie en 1921 et a reçu un titre de comte en 1936 en la personne de Maurice Lippens. Le titre est porté par l'ainé et se transmet de manière héréditaire par ordre de primogéniture mâle, les autres membres de la famille étant écuyers. Certains membres de la famille portent également le titre de comte ou de baron, ceux-ci ayant bénéficié de faveurs nobiliaires concédées par le Souverain.
Les armes des Lippens sont de gueules au chevron acc. de trois dragons sans pates posés en pal, le tout d'or. Il existe des variantes selon les différentes branches auxquelles appartiennent les membres de la famille.
Les Lippens sont connus dans le monde des affaires pour leurs participations dans certains grands fleurons de l’économie belge, tels que Fortis, GBL, Finasucre, Suez ou encore la Compagnie du Zoute. Ils possèdent également de nombreuses terres, notamment dans la commune de Knokke-Heist qui leur a rendu hommage en baptisant son artère principale Avenue Lippens.

## Alliances
- XVIIIe siècle : de Bock, de Bruyne, van Waesberghe, van Horen.
- XIXe siècle : de Naeyere, de Kerkhove d'Exaerde, t’Serstevens, de Geradon, de Kerchove de Denterghem.
- XXe siècle : de Béthune, Houtart, Simonis, Forgeur, von Bismarck-Schönhausen, Matthieu de Wynendaele, Van den Boogaerde, del Marmol, Coppée, de Chateleaux, De Moerloose.
- XXIe siècle : de Gerlache de Gomery, de Launoit, de Liedekerke, Visart de Bocarmé.

## Personnalités
- Hippolyte Lippens, bourgmestre de Gand.
- Leopold Lippens, bourgmestre de Knokke-Heist et ex-président de la Compagnie du Zoute.
- Maurice Lippens, homme d'affaires, fondateur de Fortis.
- Maurice Auguste Lippens, Ministre d'État, Président du Sénat et Gouverneur-général du Congo belge.
- Philippe Lippens, officier de l'armée belge et diplomate.
- Léon Lippens, homme politique belge, créateur de la réserve naturelle du Zwin en Belgique.

## Généalogie
```
 
Auguste Lippens
 (1819-1892)  
x 
Mathilde Kuetgens
 (1824-1862)
│
├──> 
Auguste-Philippe Lippens
 (1845-1904)
│    x Marie t’Serstevens (1851-1941)
│    │ 
│    ├──> 
Marguerite Lippens
 (1874-1911) 
│    │    x 
Chevalier
 Louis t'Serstevens (1868-1947)
│    │
│    ├──> 
Juliette Lippens
 (1879-1941) 
│    │    x Ernest de Geradon (1871-1957) 
Bourgmestre
 de 
Couthuin
 
│    │
│    └──> 
Écuyer
 
Raymond Lippens
 (1875-1964)
│         x 
Baronne
 Ghislaine de Béthune (1889-1969) 
│         │
│         ├──> 
Comte
 
Philippe Lippens
(1910-1989) 
│         │    x Marguerite (Daisy) Houtart (1915-2005)
│         │    │
│         │    ├──> 
Comte
 
François Lippens
 (1939-2023)
│         │    │    x (1) Régine Simonis 
│         │    │    │
│         │    │    └──> 
Delphine Lippens
 (1969-)
│         │    │
│         │    │    x (2) Christine Van Hoof 
│         │    │    │
│         │    │    ├──> 
Thomas Lippens
 (1981-)
│         │    │    │
│         │    │    └──> 
Antoine Lippens
 (1983-)
│         │    │
│         │    ├──> 
Anne Lippens
 (1943-)
│         │    │    x Georgio Franchetti
│         │    │
│         │    ├──> 
Écuyer
 
Eric Lippens
(1941-2006)
│         │    │    x 
Baronne
 Brigitte Forgeur
│         │    │    │
│         │    │    └──> 
Comte
 
Sébastien Lippens
 (1977-)
│         │    │
│         │    └──> 
Christabel Lippens
(1952-2014)
│         │         x Jean Guarneri
│         │
│         └──> 
Comte
 
Léon Lippens
 (1911-1986) 
│              x Suzanne Lippens (voir plus bas)
│              │
│              ├──> 
Marie Lippens
 (1937-)
│              │    x (1) Roger Nellens 
│              │    x (2) Christian Franck 
│              │
│              ├──> 
Élisabeth Lippens
 (1939-)  
│              │    x 
Prince
 
Ferdinand von Bismarck-Schönhausen
 (1930-2019) 
│              │
│              ├──> 
Comte
 
Leopold Lippens
(1941-2021)
│              │    x (1) Patricia Matthieu de Wynendaele (1945-2004)
│              │    │ 
│              │    ├──> 
Julie Lippens
 (1970-) 
│              │    │    x Lionel van den Boogaerde (1967-)
│              │    │
│              │    └──> 
Écuyer
 
Valéry Lippens
 (1972-)
│              │         x Valentine Karsenty (1977-)
│              │    
│              │    x (2) Astrid van den Boogaerde (1954-)
│              │    │
│              │    └──> 
Justine Lippens
 (1995-)
│              │
│              └──> 
Comte
 
Maurice Lippens
 (1943-) 
│                   x Kathleen Matthieu de Wynendaele (1943-)
│                   │ 
│                   ├──> 
Comte
 
Alexandre Lippens
(1970-) 
│                   │    x Alexandra Capelle
│                   │    │  
│                   │    ├──> 
Comtesse
 
Alicia Lippens
 (2006-) 
│                   │    │ 
│                   │    └──> 
Comtesse
 
Joya Lippens
 (2008-) 
│                   │
│                   ├──> 
Comtesse
 
Caroline Lippens
 (1972-) 
│                   │ 
│                   ├──> 
Comtesse
 
Ariane Lippens
(1974-)
│                   │    x 
Comte
 Félix de Liedekerke
│                   │
│                   └──> 
Comtesse
 
Stéphanie Lippens
 (1975-) 
│                        x Alexander Weiner                   
├──> 
Hippolyte Lippens
 (1847-1906) 
│    x Louise de Kerchove de Denterghem (1855-1930)
│    │
│    ├──> 
Comte
 
Maurice Auguste Lippens
 (1875-1956)    
│    │    x Madeleine Peltzer (1883-1972) 
│    │    │
│    │    ├──> 
Suzanne Lippens
 (1903-1985)
│    │    │    x Léon Lippens (voir plus haut)
│    │    │
│    │    └──> 
Marie-Louise Lippens
 (1904-1944)
│    │         x  Jean del Marmol (1901-1971) 
│    │
│    ├──> 
Paul Lippens
 (1876-1915)
│    │    x 
Suzanne Orban
 (1887-1971) 
│    │    │
│    │    ├──> 
Baronne
 
Renée Lippens
 (1907-1989)
│    │    │
│    │    ├──> 
Jean Hippolyte Lippens
 (1909-1966)
│    │         x Gunilla von Dardel (1915-1966)
│    │         │    
│    │         ├──> 
Lucie Lippens
 (1938-) 
│    │         │    x Philippe van Hille (1940-)  
│    │         │    
│    │         ├──> 
Claire Lippens
 (1948-2019)         
│    │         │    x Toshio Koyanagi (1947-2014)
│    │         │
│    │    └──> 
Comte
 
Robert Lippens
 (1911-1996) 
│    │         x Cécile Bedier (1925-2012) 
│    │         │
│    │         ├──> 
Comte
 
Paul Lippens
 (1952-) 
│    │         │    x Yolanda Wu (1948-)
│    │         © 
Natacha Lippens
 (1980-) 
│    │         │    │
│    │         │    └──> 
Jessica Lippens
 (1984-) 
│    │         │
│    │         ├──> 
Écuyer
 
Olivier Lippens
  (1953-)  
│    │         │    x Catherine Wolters (1956-)
│    │         │    │
│    │         │    ├──> 
Vanessa Lippens

│    │         │    │    x 
Comte
 Bernard de Launoit
│    │         │    │
│    │         │    ├──> 
Écuyer
 
Jérome-Olivier Lippens
 (1979-) 
│    │         │    │    x Colombine Visart de Bocarmé
│    │         │    │    │
│    │         │    │    ├──> 
Écuyer
 
Arthur Lippens
 (2008-) 
│    │         │    │    │ 
│    │         │    │    └──> 
Écuyer
 
Eliott Lippens
 (2009-) 
│    │         │    │
│    │         │    ├──> 
Adeline Lippens
 (1981-) 
│    │         │    │    x 
Baron
 Henri-Constantin de Gerlache de Gomery 
│    │         │    │
│    │         │    └──> 
Écuyer
 
Augustin Lippens
 (1987-)
│    │         │
│    │         └──> 
Florence Lippens
 (1955-) 
│    │              x 
Écuyer
 Evence Coppée (1953-) 
│    │    
│    ├──> 
Anna Lippens
(1877-1957) 
│    │    x Robert Osterrieth (1869-1947)
│    │ 
│    └──> 
Écuyer
 
Edgard Lippens
 (1883-1967)
│         x Jenny Preud’homme (1890-1987)
│         │
│         ├──> 
Écuyer
 
Jacques Lippens
 (1913-1994)
│         │    x Mireille Masereel (1926) 
│         │
│         ├──> 
Gisèle Lippens
 (1915-)
│         │    x (1) André Ménard (1907-1988)
│         │    x (2) Roger de Chateleaux (1879-1956)  
│         │
│         └──> 
Écuyer
 
Charles Lippens
 (1916-2009) 
│              x  Lucie Hullin (1918-1991)
│              │
│              ├──> 
Anne Lippens
 (1946-1958)
│              │
│              ├──> 
Claude Lippens
 (1947-) 
│              │    x Jean-Pierre de Moerloose (1953-) 
│              │
│              └──> 
Nadine Lippens
 (1950-) 
│                   x Claude Lebbe (1942-) 
│      
└──> 
Marie-Wilhelmine Lippens
 (1850-1918)
     x 
Oswald de Kerchove de Denterghem
```